# The Listening (Lights)
The Listening è il primo album in studio della musicista canadese Lights, pubblicato nel 2009.

## Tracce
Testi e musiche di Lights e Thomas "Tawgs" Salter, eccetto dove indicato.
1. Saviour – 3:29
2. Drive My Soul – 3:21
3. River – 3:04
4. The Listening – 3:36 (Lights, Dave "Dwave" Thomson)
5. Ice – 2:56
6. Pretend – 3:23 (Lights)
7. The Last Thing on Your Mind – 3:20 (Lights)
8. Second Go – 3:16 (Lights, Thomson)
9. February Air – 3:49 (Poxleitner, Thomson)
10. Face Up – 3:26
11. Lions! – 3:18
12. Quiet – 3:15 (Poxleitner, Thomson)
13. Pretend (Reprise) – 3:05 (Lights)

## Classifiche
| Classifica (2009) | Posizione massima |
| ----------------- | ----------------- |
| Canada            | 7                 |
| Stati Uniti       | 129               |